# Physis
La physis (in greco antico: φύσις?), nella filosofia greca antica, è la realtà prima e fondamentale, principio e causa di tutte le cose. Il termine è in genere tradotto con "natura", anche se nelle lingue moderne non esiste un corrispondente esatto all'originale greco.

## Etimologia
Il termine italiano "natura" designa l'insieme delle cose e degli esseri esistenti nell'universo, e deriva dalla radice latina gna (in greco gen), che significa "generazione", da cui il verbo latino nasci, "nascere". Analogamente, la parola greca physis appartiene alla radice del verbo phyo (φύω), "genero", "cresco": il termine physis indica dunque la totalità delle cose che esistono, che nascono, che vivono, che muoiono. Physis, in questo significato, è il mondo della vita, che si offre al nostro sguardo, oggetto dell'esperienza quotidiana, e di cui l'uomo è parte.
La physis va intesa come il divenire del mondo. Tuttavia, per gli antichi Greci, la physis non diviene da alcunché, poiché ex nihilo nihil fit (dal nulla non deriva nulla). Pertanto, in quanto "totalità di tutte le cose", essa comprende sia il principio da cui il mondo scaturisce che le singole cose derivate da esso (sfumatura non presente nel concetto di "natura" in senso cristiano).

## I fisiologi presocratici

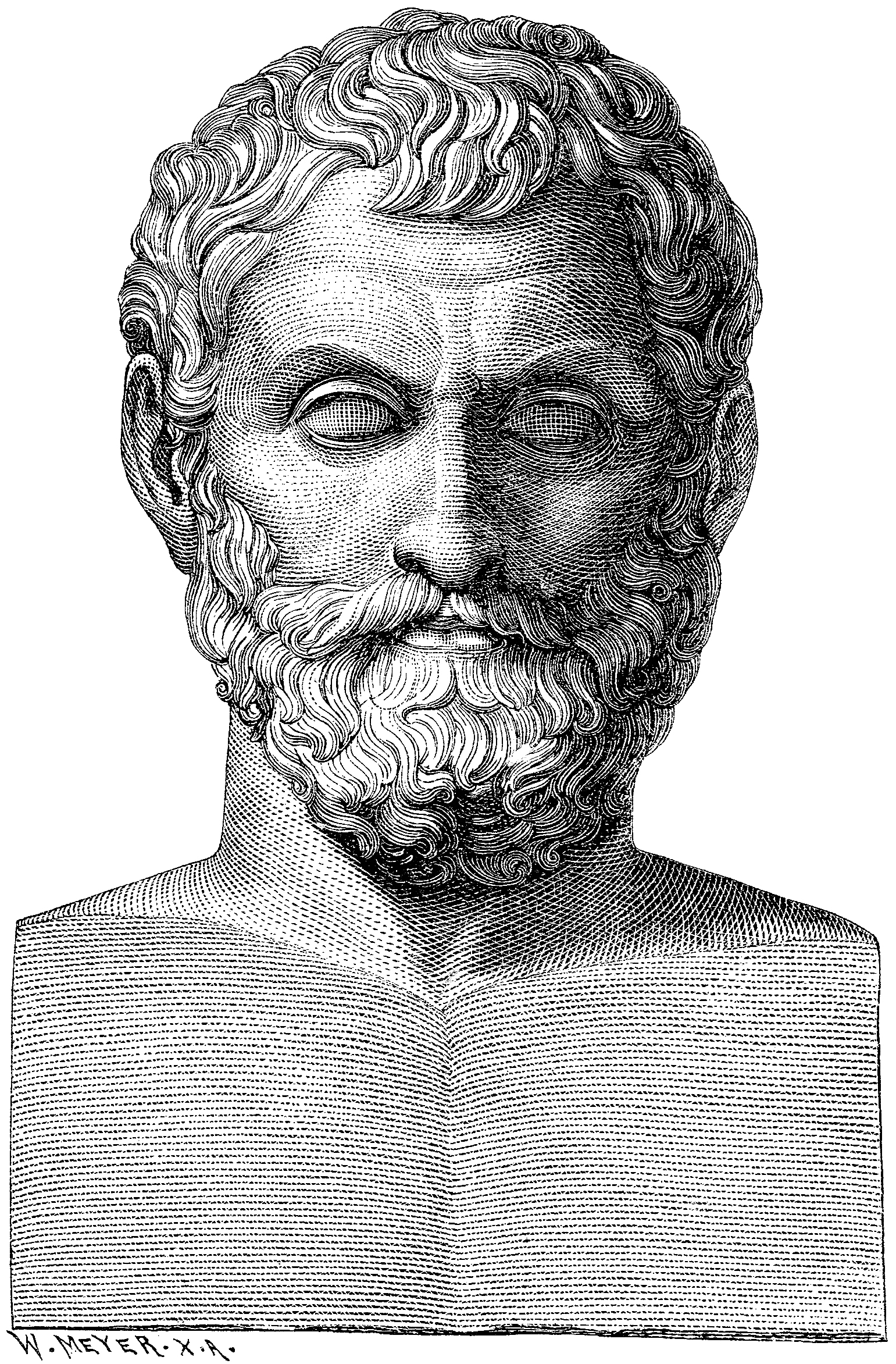
Talete di Mileto, raffigurato dall'artista svedese Wilhelm Meyer per la Illustrerad verldshistoria di E. Wallis (1875)

Tra l'età di Omero (XIII-IX secolo a.C.) e l'età di Socrate (seconda metà del V secolo a.C.) nella cultura greca si sviluppa un originale movimento di pensiero, che pone come oggetto di studio e di indagine la natura, in greco appunto physis. Aristotele chiama questi pensatori "fisici" o "fisiologi", cioè studiosi della natura o "naturalisti"; molti di loro, infatti, scrivono poemi o trattati intitolati Sulla natura (in greco antico: Περί φύσεως?, Perí physeos). Con loro, inoltre, si è soliti dare inizio alla storia della filosofia occidentale.
Sempre secondo Aristotele, il primo di questi filosofi è Talete, secondo cui il principio (archè) all'origine di tutto è l'acqua. Le fonti antiche gli attribuiscono anche la tesi secondo cui «tutte le cose sono piene di divinità»: Talete infatti avrebbe affermato che anche gli oggetti all'apparenza inanimati sono capaci di movimento. Aristotele ricorda in particolare le sue osservazioni sulle calamite e le loro proprietà di attrazione. Da qui potrebbe avere concluso che tutto è pieno di vita, secondo una posizione che oggi viene definita ilozoista (da hyle, "materia", e zoe, "vita"): l'acqua, in altre parole, si pone all'origine di tutto perché è viva e trasmette vita.
Anassimandro, invece, riconduce l'origine di tutto al conflitto tra i contrari, che si distaccano dall'apeiron. La natura è descritta come un kosmos, un universo ordinato caratterizzato da ritmi regolari che si ripetono: in natura, infatti, ogni trasformazione consiste nell'emergere di una qualità, la quale sopprime temporaneamente il suo contrario. E così si assiste all'alternanza incessante tra il giorno e la notte, alla successioni delle stagioni e ai cicli cosmici, che si ripetono sempre uguali.
Il terzo dei filosofi milesi, Anassimene, individua nell'aria il principio da cui tutto trae origine. In particolare, pone l'attenzione sulle sue trasformazioni: attraverso processi di rarefazione o condensazione, infatti, l'aria diventa fuoco o acqua, e in questo modo dà origine all'universo.
Con Parmenide e gli eleati lo studio della physis si sposta su questioni ontologiche. L'essere parmenideo, con le sue caratteristiche (ingenerato, incorruttibile, immutabile, immobile, indivisibile, determinato, uno e sferico), «rappresenta una versione astratta della physis nella sua totalità». In Anassagora la physis implica invece un intelletto (nous), che imprime la scissione dei contrari dalla massa originaria e organizza il tutto il modo razionale (anche se, nel Fedone platonico, gli viene rimproverato di non aver previsto una causa finale per l'operato del nous).

## L'atomismo antico

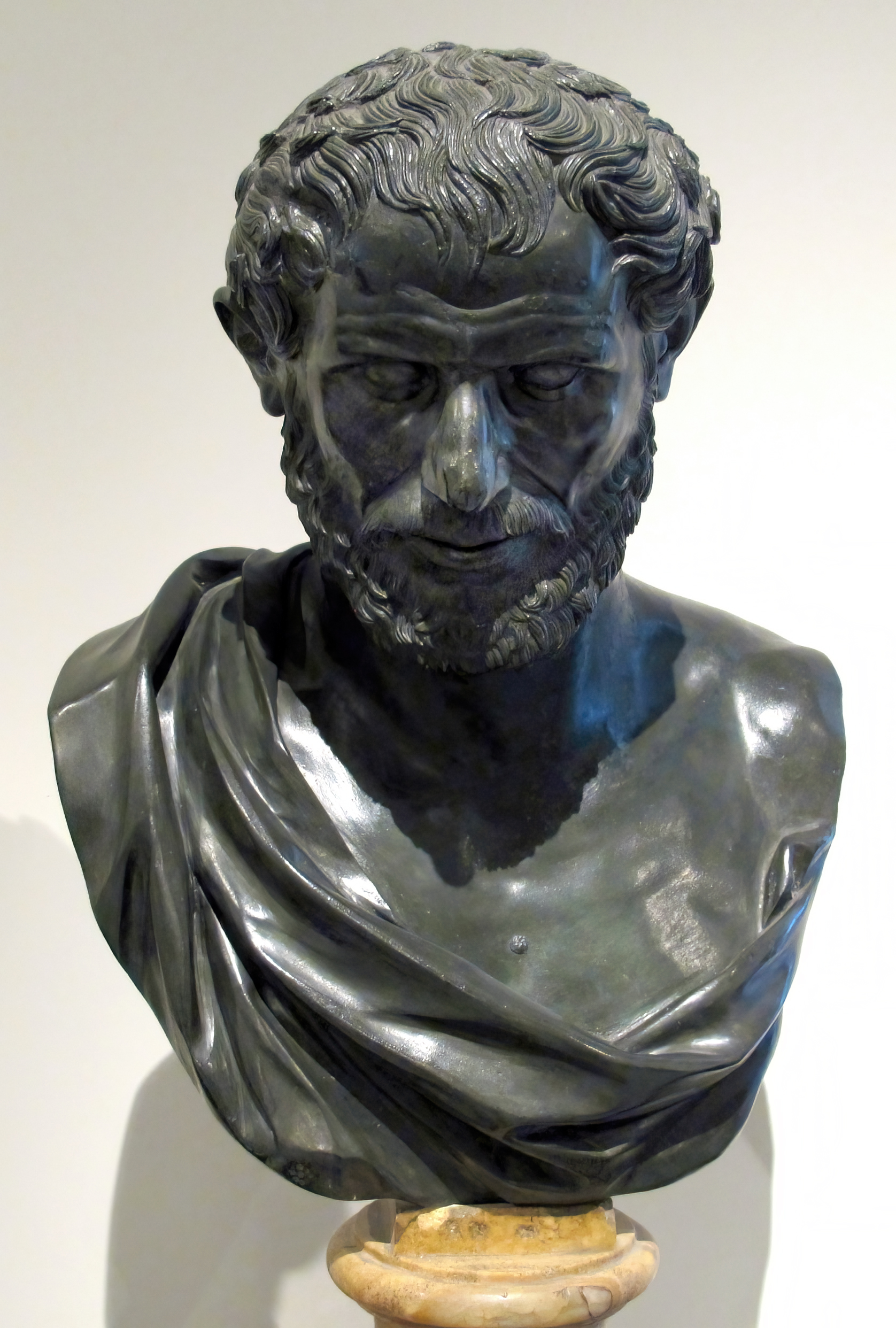
Busto di filosofo greco, ritrovato nella Villa dei papiri a Ercolano e identificato con Democrito (o talvolta con Eraclito)

Una particolare concezione della physis si ritrova negli atomisti antichi, Leucippo e Democrito, le cui teorie fisiche sono in parte riprese da Epicuro. Dai frammenti, in particolare, emerge una teoria fortemente meccanicista e determinista, per certi versi rivoluzionaria rispetto alle dottrine dei suoi predecessori. Alla base della realtà sono posti gli atomi, delle entità individuali e indivisibili, che esistono da sempre e che da sempre sono identiche a se stesse. Nascita e morte sono determinate dall'aggregazione e dalla separazione degli atomi, i quali possono muoversi attraverso il vuoto. Gli atomi infatti, nel loro eterno movimento, non hanno una direzione preordinata in senso finalistico e possono scontrarsi e allacciarsi tra di loro, dando origine a nuovi agglomerati. Tuttavia, un frammento di Leucippo afferma che
(Diels-Kranz fr. 67 B2)
Lo scontro tra gli atomi non è infatti casuale, ma determinato da moti precedenti, a partire dal grande vortice che, secondo gli atomisti, avrebbe dato origine al cosmo.

## I sofisti e l'antitesinomos-physis
Con la sofistica (seconda metà del V secolo), il termine physis assume anche una valenza politica: physis diventa la "realtà", necessaria e primigenia, che precede e si oppone al nomos, la legge positiva della polis. Popolazioni e comunità diverse conoscono differenti nomoi (cioè differenti usanze religiose, etiche, politiche e via dicendo): ciò smaschera la relatività del nomos. La physis accomuna tutti gli uomini ed è primigenia, poiché precede le convenzioni della morale collettiva. L'antitesi nomos-physis sarà al centro del dibattito politico nell'Atene democratica del V secolo a.C.
La coppia concettuale nomos-physis è sfruttata anzitutto da Protagora. Significativo in proposito è il mito che Platone gli attribuisce nel dialogo che da lui prende il titolo: racconta il sofista che, quando Epimeteo plasmò gli esseri umani, per disattenzione lasciò gli uomini nudi e privi di difese; Prometeo tentò di rimediare rubando il fuoco a Efesto e la sapienza tecnica ad Atena, ma anche così gli esseri umani rischiavano di estinguersi perché diffidenti gli uni verso gli altri. Zeus intervenne allora inviando a tutti gli uomini il pudore (αἰδώς) e la giustizia (δίκη), due virtù che permisero la formazione di gruppi e poi la fondazione di città. Il mito ha lo scopo di dimostrare che l'uomo è un animale sociale, incapace di sopravvivere isolato: tutti gli uomini infatti vengono dotati da Zeus delle virtù necessarie alla politica. Per Protagora la physis dell'uomo non è qualcosa di dato da sempre e immutabile, ma ha la sua piena realizzazione nel nomos, cioè nella politica. A differenza degli animali, l'uomo decide di vivere in un mondo di valori, governato da leggi che egli stesso stabilisce per garantire la conservazione della comunità, la quale gli è indispensabile per la sua stessa sopravvivenza. In sintesi quindi, il nomos persegue l'utile dell'individuo e della società.
Protagora tenta così una conciliazione tra nomos e physis. Diverso però è l'atteggiamento degli altri sofisti. Ippia di Elide, per esempio, sostiene che la legge della città sia «tiranna dell'uomo» e si opponga con violenza alle disposizioni naturali dell'uomo. Più caustica è la posizione che Platone fa sostenere al personaggio di Callicle nel Gorgia: il nomos è un inganno voluto dai più deboli, che sono la maggioranza della popolazione, a danno dei più forti, che sono in minoranza ma che per natura (physis) dovrebbero governare. In Antifonte, invece, la physis rappresenta la necessità e i bisogni primari dell'uomo, che però il nomos impedisce di perseguire. In più, la legge non è in grado di tutelare chi la rispetta: nei tribunali, per esempio, è avvantaggiato chi ha doti di persuasione, indipendentemente dal fatto che abbia ragione o sia nel torto. Viene così ribaltata la posizione di Protagora: mentre nel mito l'uomo arrivava alla società da una condizione ferina segnata dall'isolamento, Antifonte analizzando la società porta alla luce gli aspetti antisociali insiti nell'uomo.

## Platone
Nei suoi dialoghi, Platone discute alcune delle tesi sorte dal dibattito sull'antitesi nomos-physis. Nel Gorgia, per esempio, Socrate risponde a Callicle dimostrando che l'importante è vivere bene, cioè secondo moderatezza e perseguendo il bene. Affine a quella di Callicle è la posizione sostenuta da Trasimaco nel Libro I della Repubblica, secondo cui «la giustizia è l'utile del più forte», una tesi che viene confutata da Socrate e che dà il via alla ricerca dello Stato perfetto nel seguito del dialogo.
A temi invece più direttamente cosmologici e fisici è dedicato il Timeo. Si riprende qui la distinzione, già discussa in altri dialoghi, tra mondo fisico, soggetto a mutamento, e mondo ideale (eterno), e viene introdotto il demiurgo, cioè l'artefice che plasma il mondo sensibile, mediatore tra l'intelligibile e la materia. Il dialogo si sofferma poi sulla struttura del cosmo, inteso come necessità, e sull'origine dei quattro elementi che lo compongono, che hanno avuto origine da solidi geometrici regolari e rapporti numerici, per poi giungere alla natura dell'uomo e in particolare alla sua anima razionale.

## Aristotele

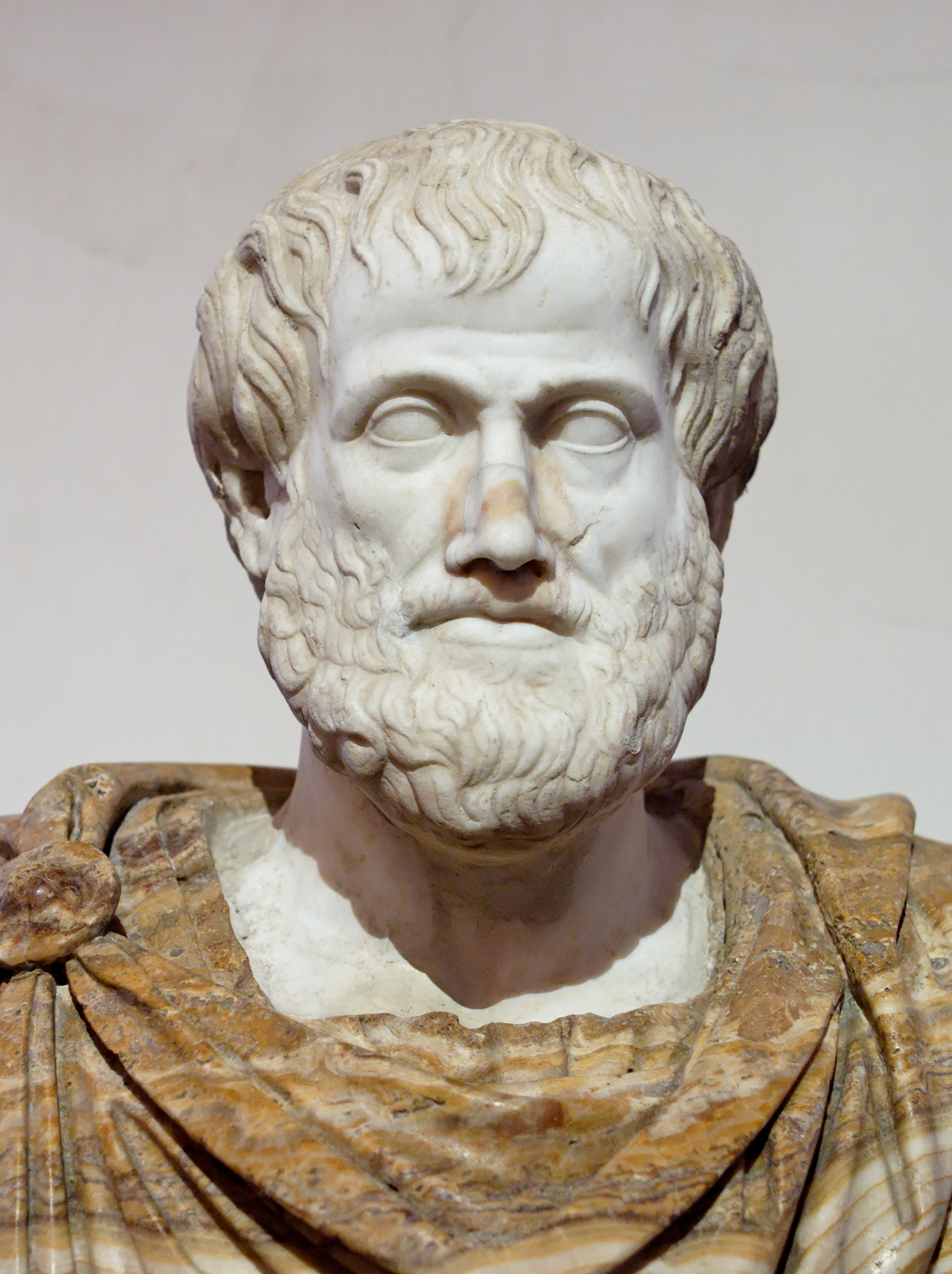
Copia romana al Palazzo Altemps del busto di Aristotele di Lisippo

Nel Libro V della Metafisica, Aristotele elenca sei significati per il termine physis:
1. «generazione delle cose che crescono»;
2. «principio generale e immanente, dal quale si svolge il processo di crescita»;
3. «principio del movimento», che si trova in ciascun essere naturale in quanto tale;
4. «principio materiale originario», da cui derivano gli oggetti naturali;
5. «sostanza stessa degli esseri naturali»;
6. in generale, «ogni sostanza vien detta natura in virtù della forma», poiché «anche la forma è una natura».

Aristotele infatti tenta una sistematizzazione del pensiero dei suoi predecessori. Tuttavia, la distinzione tra metafisica (filosofia prima) e fisica (filosofia seconda), già presente in Platone, fa sì che il termine physis sia usato per indicare la realtà sensibile e non più la totalità del reale (come era per i presocratici). Inoltre, come scrive Giovanni Reale, la fisica aristotelica
(Giovanni Reale, Storia della filosofia greca e romana, Milano, Bompiani, 2018, p. 893)
Nel Libro II della Fisica, inoltre, Aristotele definisce cosa intende in particolare per «enti di natura», cioè l'oggetto proprio della fisica:
(Aristotele, Fisica II, 1, 192b 8; trad. it. di Marcello Zanatta)
La distinzione tra ciò che «ha in se stesso il principio del movimento e della quiete» e ciò che non lo ha sottolinea la distinzione tra physis e techne, cioè tra ciò che è opera della natura e ciò che invece è opera dell'uomo.

## Stoicismo

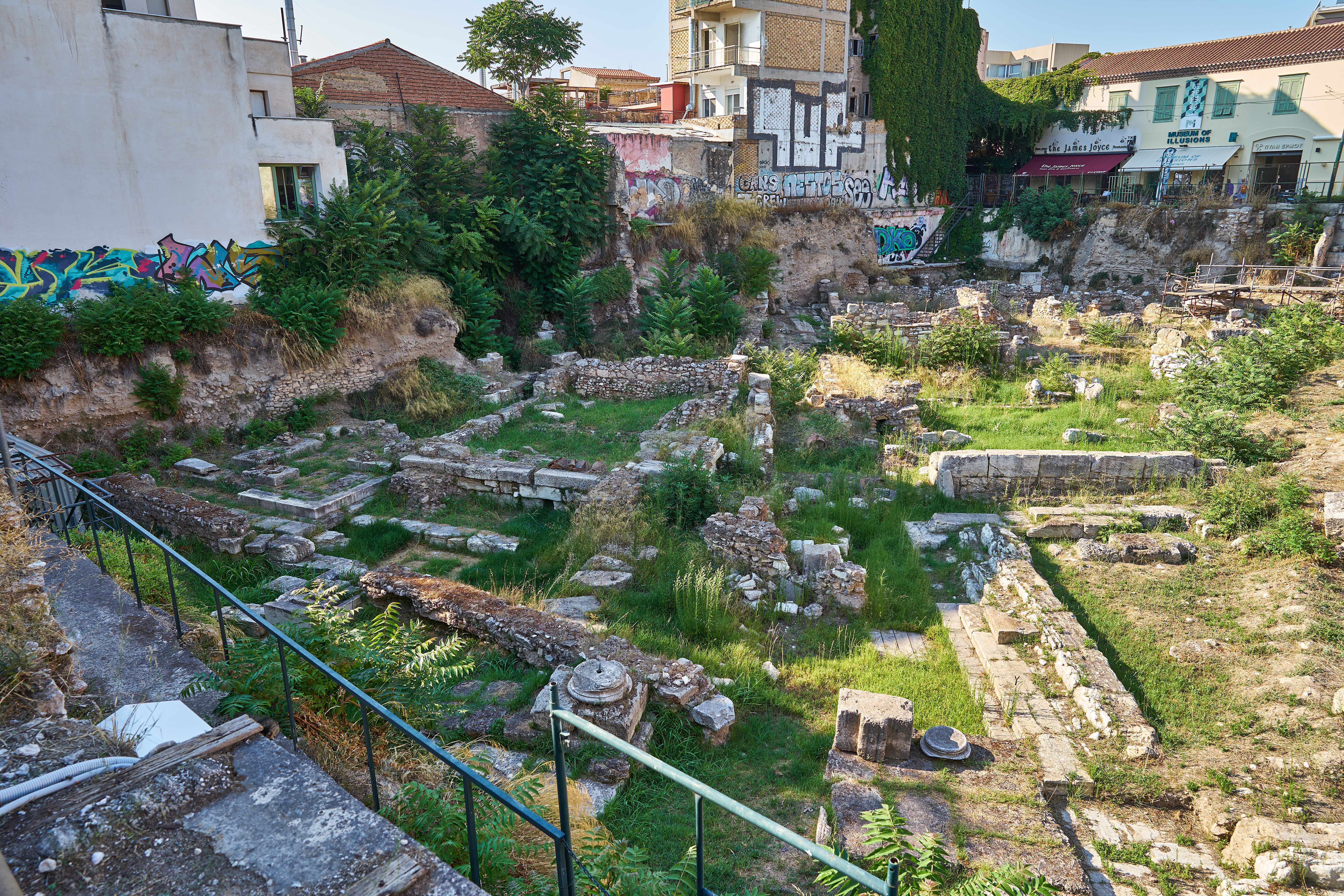
Resti archeologici della Stoà Pecile, il luogo dove Zenone di Cizio era solito esporre e discutere le proprie idee con i suoi discepoli

Con lo stoicismo, physis assume anche il significato di fondamento della norma morale e politica. Per gli stoici infatti la physis è strettamente collegata con la divinità e il logos, cioè il principio razionale che mantiene l'ordine del cosmo:
(Giovanni Reale, Storia della filosofia greca e romana, Milano, Bompiani, 2018, p. 1345)
Poiché la fisica stoica nega ogni realtà che non sia corporea e materiale, ne deriva che il principio di intelligenza e razionalità deve essere immanente nella materia, in una prospettiva panteistica. Il dio viene inoltre identificato con il «fuoco artefice» e pneuma (inteso come «soffio infuocato»), principio che trasforma e determina tutto e che è alla base di ogni forma di vita. Da questo deriva anche una rigorosa visione finalistica, secondo cui il cosmo è perfetto perché corrisponde all'opera dell'artefice immanente, e tutto è, quindi, razionale.
Il rapporto tra physis, logos e divinità, come si diceva all'inizio, riguarda anche l'etica stoica. La natura (physis) specifica dell'uomo è infatti la ragione (logos), che è un frammento del logos divino: e poiché lo scopo di ogni essere è attuare la propria physis, lo scopo dell'uomo sarà quello di attuare il proprio logos, su cui si baseranno tutte le norme morali.

## Neoplatonismo
Nell'ultima fase del pensiero greco, per Plotino e il neoplatonismo la physis è il «lembo estremo» dell'Anima dell'Universo. La natura infatti è l'aspetto per cui l'Anima produce il mondo fisico, è un'attività produttrice che si accompagna alla ragione. Plotino infatti afferma che la natura è eidos (forma) e logos: è la ragione che attribuisce forma razionale alla materia. Questa forma tuttavia, una volta inclusa nella materia, diventa incapace di produrre altro logos. Plotino inoltre afferma che la natura è contemplazione, e che, come le realtà intellegibili, contemplando produce. Infatti
(Plotino, Enneadi, III, 8, 3; trad. it. di Giuseppe Faggin)